# 克氏盲鬍鯰
克氏盲鬍鯰，為輻鰭魚綱鯰形目塘虱魚科盲鬍鯰屬的其中一種，分布於亞洲印度的淡水流域，棲息在底層水域，體長可達4.2公分。

## 外部連結
- 克氏盲鬍鯰的圖片 （页面存档备份，存于）